# Дённум, Арон
Арон Леонард Дённум (норв. Aron Leonard Dønnum; род. 20 апреля 1998[…], Эйдсволл, Акерсхус[…]) — норвежский футболист, нападающий клуба «Тулуза» и сборной Норвегии.

## Клубная карьера
Дённум — воспитанник клубов «Эйдсволл» и «Волеренга». 17 июля 2017 года в матче против «Кристиансунна» он дебютировал в Типпелиге в составе последнего. В начале 2018 года для получения игровой практики Дённум был арендован клубом «Хам-Кам». 2 апреля в матче против «Улл/Киса» он дебютировал в Первом дивизионе Норвегии. 3 июня в поединке против «Йерва» Арон забил свой первый гол за «Хам-Кам». По окончании аренды Дённум вернулся в «Волеренгу». 29 апреля 2019 года в поединке против «Одда» Арон забил свой первый гол за команду.
Летом 2021 года Дённум перешёл в льежский «Стандард (Льеж)», подписав контракт на 4 года. 1 августа в матче против «Зюлте-Варегем» он дебютировал в Жюпиле лиге.

## Международная карьера
2 июня 2021 года в товарищеском матче против сборной Люксембурга Дённум дебютировал за сборную Норвегию. 7 ноября был вызван в состав сборной главным тренером Столе Сольбаккеным для участия в товарищеском матче против сборной Фарерских островов (16 ноября 2023) и матча квалификации Евро-2024 против сборной Шотландии (19 ноября 2023). 19 ноября в матче против сборной Шотландии забил первый гол за сборную Норвегии.

## Статистика

### Матчи Дённума за сборную Норвегии
| Матчи Дённума за сборную Норвегии | Матчи Дённума за сборную Норвегии | Матчи Дённума за сборную Норвегии | Матчи Дённума за сборную Норвегии | Матчи Дённума за сборную Норвегии | Матчи Дённума за сборную Норвегии |
| --------------------------------- | --------------------------------- | --------------------------------- | --------------------------------- | --------------------------------- | --------------------------------- |
| №                                 | Дата                              | Соперник                          | Счёт                              | Голы Дённума                      | Соревнование                      |
| 1                                 | 2 июня 2021                       | Люксембург                        | 1:0                               | —                                 | Товарищеский матч                 |
| 2                                 | 7 сентября 2021                   | Гибралтар                         | 5:1                               | —                                 | Чемпионат мира 2022 (отбор)       |
| 3                                 | 16 ноября 2023                    | Фарерские острова                 | 2:0                               | —                                 | Товарищеский матч                 |
| 4                                 | 19 ноября 2023                    | Шотландия                         | 3:3                               | 1                                 | Чемпионат Европы 2024 (отбор)     |
| 5                                 | 22 марта 2024                     | Чехия                             | 1:2                               | —                                 | Товарищеский матч                 |

Итого: 5 матчей / 1 гол; 3 победы, 1 ничья, 1 поражение.